# Mosaic (hop)
Mosaic (HBC369) is een hopvariëteit, gebruikt voor het brouwen van bier.
Deze hopvariëteit is een “dubbeldoelhop”, bij het bierbrouwen gebruikt zowel voor zijn aromatische als zijn bittereigenschappen. Deze Amerikaanse variëteit is het resultaat van een kruising tussen Simcoe en een mannelijke afstammeling van Nugget.

## Kenmerken
- Alfazuur: 11,5 – 13,5%
- Bètazuur: 3,2 – 3,9%
- Eigenschappen: Citrus, aarde, floraal, fruitig, gras, den, kruidig